# 画廊一夜
《画廊一夜》是一部由上海美术电影制片厂制作的动画短片，于1978年上映。

## 剧情简介
一位“棍子”和一位“帽子”闯进儿童美术画展馆，将展馆里的画作大肆破坏了一番后离去。黎明时分，画馆里各个画中的人物都活了过来，他们协力将画馆里的画作恢复原貌。画中的一位坏蛋溜出了展馆，将展馆的情况告诉了“棍子”和“帽子”。“棍子”和“帽子”携坏蛋又来到展馆试图再搞破坏，但被画中的人物合力制服。展馆终得重新开放。